# Armando, Príncipe de Conti
Armando de Bourbon, Príncipe de Conti (em português:  Armand de Bourbon, prince de Conti; Paris, 11 de outubro de 1629 -  Pézenas, 21 de fevereiro de 1666), era o filho mais novo de das três crianças nascidas do casamento de Henrique II de Bourbon, príncipe de Condé, e de Carlota Margarida de Montmorency. Foi irmão de Luís II de Bourbon-Condé, chamado de le Grand Condé, e de Ana Genoveva de Bourbon-Condé, duquesa de Longueville.

## Biografia

### Primeiros anos
Batizado a 23 de dezembro de 1630 na Igreja de São Sulpício, o menino é levado perante a pia batismal pela sua tia Maria Felicidade de Ursins, duquesa de Montmorency, e Armando João du Plessis, Cardeal de Richelieu. O título de Príncipe de Conti foi restabelecido a seu favor em 1629.
De saúde delicada, ligeiramente corcunda, os seus pais destinam-no à vida eclesiástica sendo educado pelos Jesuítas no colégio de Clermont. De acordo com a primeira biografia de Molière, teria tido por condiscípulo o futuro comediante, o que seria pouco provável uma vez que Molière nascera oito anos antes. Em 12 de dezembro de 1641, recebe a comenda da abadia de Saint-Denis e, no ano seguinte, é nomeado abade de Cluny, recebendo ainda sete outras abadias e cinco priorados. A 6 de agosto de 1643, obtém o seu diploma de mestre de artes e, em 1646, o de bacharel em teologia da Universidade de Bourges. Com a morte de seu pai, nesse mesmo ano, é submetido à decisão de um conselho de família que decide de o manter mais um ano junto dos Jesuítas, para seu grande descontentamento.

### A Fronda
No mês de janeiro de 1649, com o seu cunhado, Henrique II, Duque de Longueville, desejoso de obter o chapéu cardinalício, Armando toma partido pela Fronda parlamentar, da qual se torna o comandante em chefe. É vencido em Charenton a 8 de fevereiro pelo seu irmão, o Príncipe de Condé, que se mantinha fiel à Corte. Mas após a paz de Rueil, Condé adere à Fronda que passa a ser co-dirigida por Conti, Condé e Longueville. O trio é detido no Palais-Royal em 16 de janeiro de 1650 e aprisionado no Castelo de Vincennes, depois no castelo de Marcoussis e, por fim, no forte de Le Havre.
O cativeiro deixa Conti louco, dada a separação de sua irmã Ana Genoveva de Bourbon-Condé, chegando mesmo a tentar contactá-la por magia. No início do cativeiro, esteve bastante doente devido a uma ferida que, voluntariamente, fizera na cabeça. Dizia-se que esse incidente ocorrera quando atirara uma tocha de prata ao ar. Contudo, essa ferida acabou por ter alguma utilidade, a quem não podiam recusar o socorro quer por médicos e cirurgiões, alguns dos quais lhe traziam secretamente cartas do exterior.
Em 1651, perante a Fronda, o Cardeal Mazarino é obrigado a exilar-se, Conti é libertado a 7 de fevereiro. O seu irmão, que se tornara incontornável na direção do Estado, impede-o de casar com Carlota de Lorena (1627-1652), filha de Maria de Rohan, duquesa de Chevreuse, e confidente da rainha Ana de Áustria.

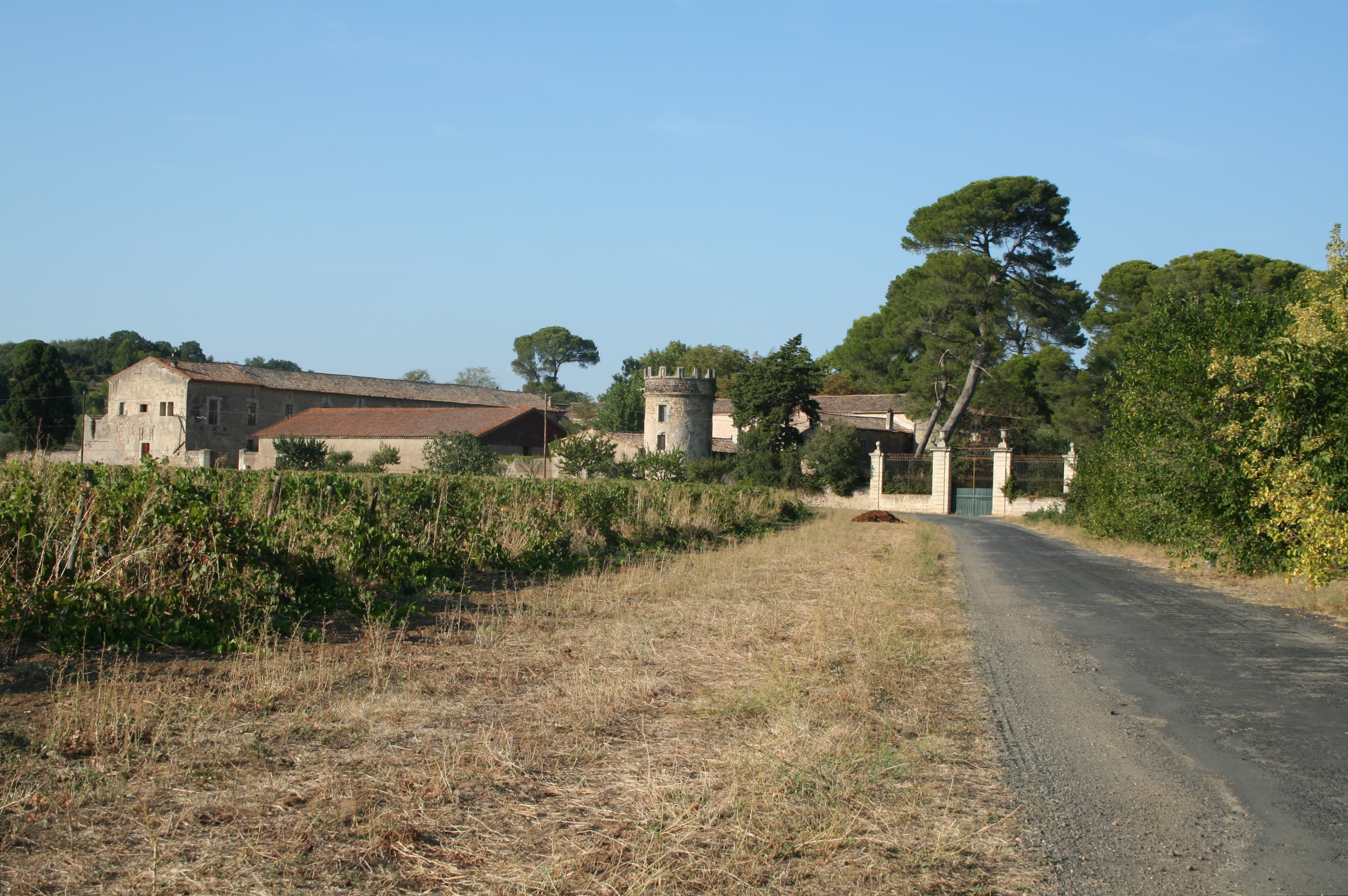
Vista do castelo de la Grange-des-Prés.

Refugiado em Bordéus, última cidade controlada pelos partidários da Fronda, ele capitula em 31 de julho de 1653 e obtém autorização para se retirar para o Languedoc, à Pézenas no seu castelo de La Grange-des-Prés.
Nesse momento, a fim de distrair a pequena corte que o havia seguido, manda vir comediantes travando conhecimento com a companhia de Molière, a quem autoriza a usar o sem nome. Amnistiado algumas semanas mais tarde e desejoso voltar completamente em graças, ele manifesta o desejo de casar com uma das sobrinhas do Cardeal Mazarino – uma escandalosa aliança – e de obter o governo da Guiena do qual o seu irmão Condé acabara de ser destituído, bem como o comando dum exército.
Em breve regressado a Paris, ele casa em fevereiro de 1654 com Ana Maria Martinozzi.

### Regresso às boas graças
A partir de junho de 1654, deixou Paris e a mulher para tomar o comando o exército que invade a Catalunha. Só volta a encontrar a esposa no Languedoc em 30 de novembro de 1654, quando vem abrir a assembleia dos Estados do Languedoc, em Montpellier. Da primavera ao outono de 1655, volta a partir para comandar as forças francesas na Espanha e, a 4 de dezembro, reabre nova sessão dos Estados do Languedoc, desta vez em Pézenas. Grande parte do ano de 1656 foi passada em Paris, sofrendo duma doença venéria que, provavelmente, contraíra em Montpellier no outono de 1653 na sequência das suas escapadelas libertinas organizadas pelo conde d'Aubijoux, que era o governador da cidade. É então que, após diversos encontros com Nicolas Pavillon, bispo de Alet, ocorridas já em 1655, ele "converte-se", isto é, regressa a uma fé ardente e intransigente. Presta-se então à penitência e a mortificações, renunciando a todos os prazeres, dizendo à Companhia de Molière que não queria que usassem mais o seu nome, reaproximando-se da Companhia do Santo Sacramento, tendendo para o jansenismo. Ele tem 27 anos.

A 28 de março de 1657, Armando é nomeado Grão-Mestre de França. Recebe o comando do exército de Itália e cerca sem sucesso a cidade de Alexandria em maio de 1657. A 16 de janeiro de 1660, Luís XIV decide dar-lhe uma pensão anual de 60.000 libras e oferece-lhe o governo do Languedoc, deixado livre pela morte do tio de Luís XIV, Gastão de Orleães.

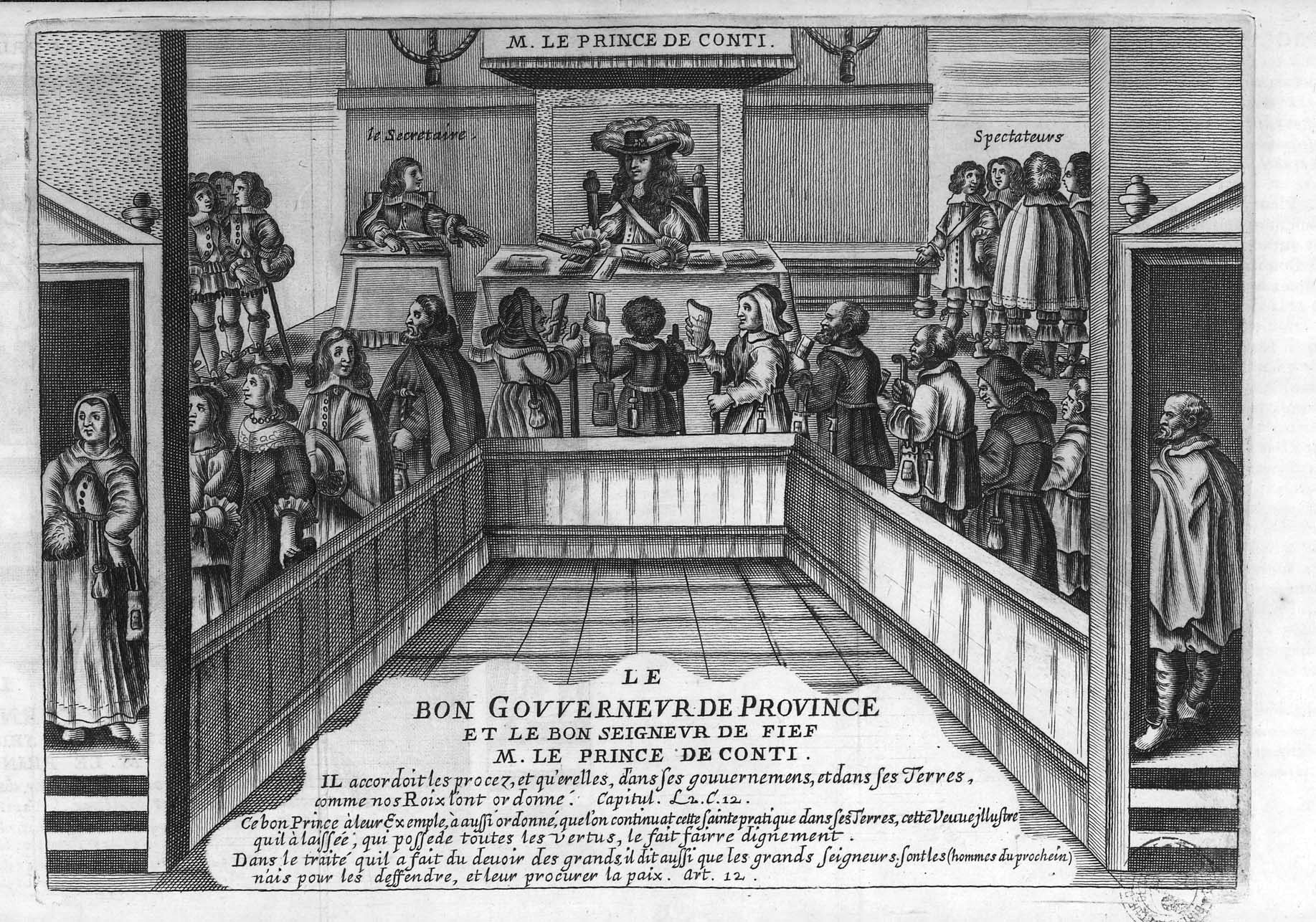
Frontespício de L'Arbitre charitable de Alexandre de la Roche, 1668.

Governador do Languedoc em 1660, ele participa em diversas ações no quadro da Companhia multiplicando as obras pias, com a fundação de colégios visando aa conversão de protestantes. Ele esforça-se igualmente em moralisar a população aproveitando para reduzir o seu fardo fiscal. A administração da sua província, feita com justiça e sabedoria, valeu-lhe uma grande popularidade. Vivia instalados no castelo de la Grange-des-Prés, à Pézenas, e consagra-se ao estudo e ao misticismo até à sua morte em 1666. É sepultado na Cartuxa de Notre-Dame-du-Val-de-Bénédiction. A sua tumba foi profanada durante a Revolução francesa e as suas ossadas foram transferidas para a cripta do oratório de Port-Royal des Champs em 1906.
De 1654 a 1656, é o protetor da Companhia de Molière, qui então fazia uma digressão no sul da França, em particular no Languedoc, e que reencontrara em Pézenas.
Após a sua conversão, ele escreve um Traité de la comédie et des spectacles (1666) no qual condena as tragédias de Corneille e as comédias de Molière. É também o autor dum obra intitulada Les Devoirs des Grands (1666).

## Casamento e descendência
Em 1653, Conti, qui se retirara para Pézenas, submete-se ao rei e, reconcilia-se com Mazarino, casando em 21 de fevereiro de 1654 com Ana Maria Martinozzi (1639-1672), sobrinha do cardeal. Desse casamento nasceram três crianças, duas das quais atingiram a idade adulta:
- Luís (Louis) (1658 - 1658)
- Luís Armando (Louis Armand), que sucedeu ao pai como Príncipe de Conti (1661- 1685), que casou com a sua prima Maria Ana de Bourbon, em 1680 e veio a falecer sem sucessão com apenas 24 anos;
- Francisco Luís (François Louis) (1664 - 1709), que sucedeu ao irmão como Príncipe de Conti e que casou com Maria Teresa de Bourbon em 1680; o casal veio a ser monarcas titulares da Polónia-Lituânia em 1697. Com sucessão.

## Referência
1. ↑  em português:  ”o Grande Condé”
2. ↑  nome afrancesado de Maria Felicia Orsini
3. ↑  Prefácio da Edição das Œuvres de 1682.
4. ↑  em português:  Cartuxa de Nossa Senhora do Vale de Benédiction
5. ↑  (em francês) Adrienne Charmet-Alix – “L’Enterrement mystérieux du prince de Conti à Port-Royal des Champs en 1906” in Chroniques de Port-Royal, 2007, pág. 253-270
6. ↑  em português:  Tratado da comédia e dos espetáculos
7. ↑  (em francês) Conti, Armand “Traité de la comédie et des spectacles, selon la tradition de l’Église” http://www.cesar.org.uk/cesar2/treatises/conti1.html
8. ↑  em português:  o dever dos Grandes

- Este artigo foi inicialmente traduzido, total ou parcialmente, do artigo da Wikipédia em francês cujo título é «Armand de Bourbon-Conti».